# Clermont (Walcourt)
Pour les articles homonymes, voir Clermont.
Clermont (en wallon Clairmont) est un village de la zone extrême-occidentale de la province de Namur (Belgique). Administrativement il fait partie de la ville de Walcourt située en Région wallonne.
Le village est borné au nord par Thuillies (Hainaut), à l’est par Castillon, au sud par Boussu-lez-Walcourt et à l’ouest par Strée. C'était une commune à part entière avant la fusion des communes de 1977.

## Évolution démographique
- Source: DGS, 1831 à 1970=recensements population, 1976= habitants au 31 décembre

## Histoire
Le site de Clermont était connu dès l’époque romaine car traversé par une route à laquelle l’imagination populaire a donné par la suite le nom de chaussée du Diable. On y a découvert cinq tombes mérovingiennes.
Le village est cité dans le polyptyque de l’abbaye de Lobbes en 869. La seconde version de ce document (XIe ou XIIe siècle) y ajoute entre autres le domaine de Viscourt, doté d’une chapelle qui dépend de la paroisse de Strée. Peu après, on ne fait plus mention de Strée, ce qui signifie que la paroisse est devenue autonome (bulle du pape Adrien IV de 1156).
Dans une cour plénière tenue à Liège par l’évêque Raoul en 1176, Bastien de Gourdinne donne à son suzerain Godescalc de Morialmé, l’église de Clermont avec ses dîmes que Godescalc, à son tour, remet entre les mains de l’évêque pour être offertes à l’abbaye d'Aulne. Celle-ci nommera le curé et percevra la dîme jusqu’à la fin de l’Ancien Régime.

## Patrimoine
- L’ancienne église, dédiée à saint Pierre, est démolie et fait place en 1859 à un édifice gothique simple[2].
- Ferme de Buvernaux, ancienne propriété de l'abbaye d'Aulne du XIIe siècle jusqu'à la Révolution française, affermée aux Servais depuis 1714 au moins jusqu'en 1793. Cette ferme est située rue du Buvernaux datant des XVIIIe et XIXe siècle[3].
- Ferme de Maugrétout aussi appelée Neuve Cense, rue de Castillon. Propriété de l'abbaye d'Aulne sous l'Ancien Régime construite probablement par Joseph Scrippe, abbé de 1765 à 1785[4].
- Situés rue de l'Eglise, le presbytère en style classique datant de 1836 et l'ancienne maison communale de style néo-classique datant de 1849[5].
- Chapelle du Calvaire, rue du Panorama, dite aussi de l'Hermitage, datant de 1825[6].
- Anciennes école communale, rue du Seigneur. Maison en style classique de la fin du XVIIIe siècle[7].
- Chapelle Saint-Joseph, dite de l'Agaisse, rue de Strée. Reconstruite en 1836[8].
- Ferme du Moulin, située près du ruisseau du Moulin de Donstiennes. Ancienne dépendance de l'abbaye d'Aulne et restaurée par l'abbé Gérard[8].
- Ferme du Bois des Queues, hameau du Bois des Queues au no 2, datant de la 1re moitié du XIXe siècle[9].
- Ferme de Teignies au no 25 datée de 1877 en style néo-classique[9].
- Les fermes d'En Haut datant de la 1re moitié du XIXe siècle et la ferme d'En Bas, construite en plusieurs phases depuis le XVIe siècle jusqu'au XIXe siècle[10].

## Enseignement
De 1879 à 1920, des religieuses, Filles de Marie (de Pesche) s’y adonnent à l'enseignement élémentaire.

## Économie
L’économie a toujours été centrée sur les ressources agricoles. Culture de l’épeautre, élevage de chevaux de labour et de bétail.
A la fin du XVIIIe siècle, une carrière de marbre était en pleine exploitation dans le village. Ainsi, entre 1769 à 1784, les livraisons du marbre de Clermont par Pierre Thomas, de Rance, représentaient exactement le tiers de ses 900 livraisons vers la France principalement, soit des tables (43 %), des tranches (30 %), des cheminées (23 %).